# Рассвет (Чечня)
Рассве́т — покинутый населённый пункт в Грозненском районе Чеченской Республики.

## География
Был расположен на правом берегу реки Терек, к северу от города Грозный, в 3 км к югу от села Правобережное, в 5 км к юго-западу от посёлка Набережный, в 6 км к северо-западу от села Толстой-Юрт.

## История
Село было заброшено жителями, по всей видимости, во второй половине 1990-х годов либо уже в 2000-е годы. По крайней мере, по состоянию на 1995 год Рассвет обозначался на картах как жилое поселение. На космических снимках видно, что на сегодняшний день какие бы то ни было строения на территории бывшего населённого пункта отсутствуют.
Население Рассвета по состоянию на 1985 год составляло около 130 человек. По данным на 1 января 1990 года село Рассвет входило в Правобережненский сельсовет (с центром в селе Правобережное) Чечено-Ингушской АССР и имело 114 человек наличного населения.